# Боберфельд
Боберфельд (пол. Boberfeld) — польский дворянский герб.

## Описание
Щит рассечен. В правом красном поле, две серебряных звезды одна над другой; в левом серебряном поле лавровое дерево, на холме, покрытом муравой.
На щите дворянский коронованный шлем. Нашлемник: два красно-белых распростёртых крыла, над ними два красных орлиных крыла, на каждом из которых серебряная шестиугольная звезда, и между ними три страусовых пера, среднее красное, остальные белые.

## Герб используют
Фёдор и Иван Опицы, г. Боберфельд, жалованы 11.04.1822 дипломом на потомственное дворянское достоинство Царства Польского. Герб Опицев внесен в Часть 2 Сборника дипломных гербов Польского Дворянства, не внесенных в Общий Гербовник.